# Tháng tự hào LGBT
Tháng tự hào LGBT hay LGBT Pride Month là một tháng, thường là vào tháng 6, dành để kỷ niệm và tôn vinh niềm tự hào của người đồng tính nữ, đồng tính nam, song tính và chuyển giới (LGBT) tại Hoa Kỳ. Tháng tự hào bắt đầu sau cuộc bạo loạn Stonewall, một loạt các cuộc biểu tình ủng hộ người đồng tính vào năm 1969. Tháng tự hào hiện đại vừa tôn vinh phong trào đấu tranh, vừa tôn vinh văn hóa LGBT. Hiện nay, sự kiện cũng được lan truyền ra nhiều quốc gia khác trên thế giới.
Kể từ năm 2012, công cụ tìm kiếm Google đã hiển thị kiểu trang trí bảy sắc cầu vồng thay đổi hàng năm cho các tìm kiếm liên quan đến LGBT trong Tháng tự hào.

## Lịch sử
Khái niệm về Tháng tự hào đã bắt đầu xuất hiện với cuộc bạo loạn Stonewall, một loạt các cuộc bạo loạn đòi quyền dành cho người đồng tính diễn ra bắt đầu vào ngày 28 tháng 6 năm 1969. Cuộc bạo loạn bắt đầu sau một cuộc đột kích của cảnh sát tại Stonewall Inn, một quán bar dành cho người đồng tính nam nằm trong Lower Manhattan ở thành phố New York, Hoa Kỳ. Các nhà hoạt động Marsha P. Johnson, Sylvia Rivera và Stormé DeLarverie được cho là đã kích động cuộc bạo loạn, mặc dù Johnson đã phủ nhận sự tham gia của mình.

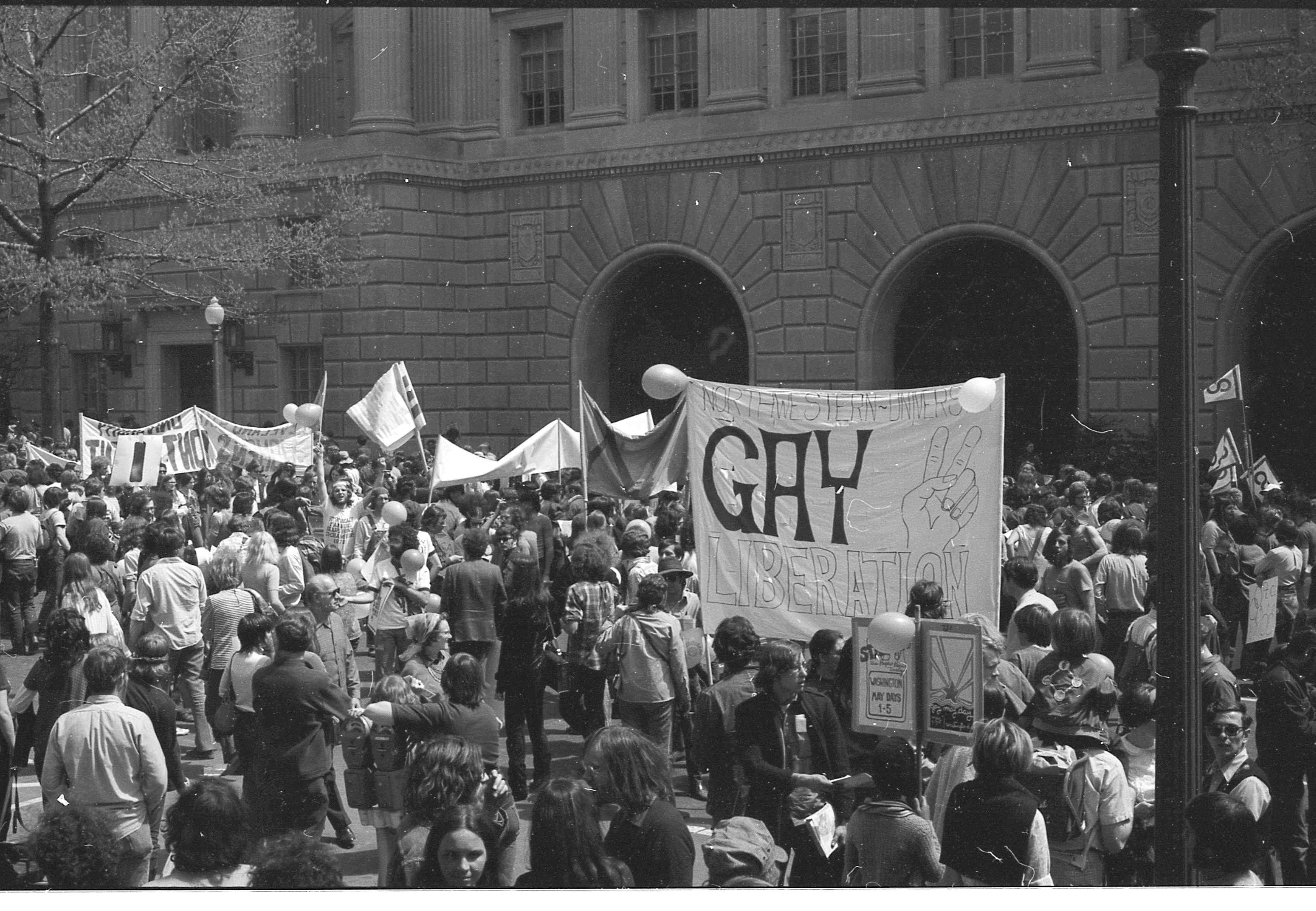
Một cuộc biểu tình ủng hộ người đồng tính những năm 1970.

Một năm sau cuộc bạo động, các cuộc tuần hành Pride đầu tiên đã được tổ chức tại một số tiểu bang ở Hoa Kỳ. Cuộc tuần hành ở thành phố New York nhằm kỷ niệm "Ngày giải phóng phố Christopher", cùng với các cuộc tuần hành khác song song khắp nước Mỹ được xem là một thời khắc quan trọng đối với quyền LGBT. Fred Sargeant, người tổ chức một số cuộc tuần hành đầu tiên, nói rằng mục đích của việc làm này là để tưởng niệm cuộc bạo loạn Stonewall và thúc đẩy quyền tự do cộng đồng LGBT. Ông lưu ý rằng mặc dù các cuộc tuần hành đầu tiên giống như một cuộc biểu tình hơn là lễ kỷ niệm, nhưng nó đã giúp gợi nhắc mọi người về cộng đồng LGBT và có thể có thành viên gia đình, bạn bè của họ trong đó.
Sau cuộc bạo loạn Stonewall và các cuộc tuần hành Tháng tự hào đầu tiên, số lượng các nhóm LGBT tăng lên nhanh chóng, phong trào Pride lan rộng khắp Hoa Kỳ chỉ trong một vài năm. Tính đến năm 2020, hầu hết các lễ kỷ niệm Pride ở các khu vực đô thị lớn trên thế giới được tổ chức vào tháng 6, mặc dù một số thành phố tổ chức vào các thời điểm khác nhau trong năm, một phần do thời tiết vào tháng 6 là không thích hợp cho những sự kiện như vậy ở đó.

## Công nhận
Vào tháng 6 năm 1999, Tổng thống Hoa Kỳ Bill Clinton đã tuyên bố "Kỷ niệm (bạo loạn) Stonewall sẽ được diễn ra vào tháng 6 tại Hoa Kỳ và cũng là Tháng tự hào của người đồng tính nam và đồng tính nữ". Vào năm 2011, Tổng thống Barack Obama mở rộng sự công nhận, nói Tháng tự hào là dịp tôn vinh của cả cộng đồng LGBT. Tuy nhiên đến năm 2017, Tổng thống Donald Trump từ chối tiếp tục công nhận Liên bang về Tháng tự hào tại Hoa Kỳ, mặc dù sau đó vào năm 2019 trong một tweet ông đã công nhận nó và được sử dụng làm tuyên bố của Tổng thống. Sau khi nhậm chức vào năm 2021, Tổng thống Joe Biden đã tuyên bố sẽ công nhận Tháng tự hào và thúc đẩy quyền LGBT tại Hoa Kỳ, mặc dù trước đó ông từng bỏ phiếu phản đối hôn nhân đồng giới và giáo dục giới tính về chủ đề LGBT.

## Ảnh hưởng

### Cuba
Vào tháng 5 năm 2019, chính quyền nước này đã hủy bỏ hội nghị thường niên chống kỳ thị đồng tính. Hơn 100 người đã xuống đường tuần hành trong Tháng tự hào ở thủ đô Havana. Hiện nay, việc tuần hành không bị cấm tại Cuba.

### Thổ Nhĩ Kỳ
Thành phố lớn nhất của Thổ Nhĩ Kỳ là Istanbul đã cấm tuần hành Tháng tự hào bắt đầu từ năm 2015. Tuy nhiên, việc làm của các nhà chức trách đã bị các tổ chức cộng đồng, các nhà hoạt động vì quyền LGBT lên án. Tháng 6 năm 2022, 200 người tuần hành đã bị bắt giữ.

### Ả Rập Xê Út
Tháng 6 năm 2022, trong dịp Tháng tự hào, chính quyền nước này đã ra lệnh cấm đồ chơi có 7 sắc cầu vì cho đây là màu biểu tượng của cộng đồng LGBT, với tuyên đố đưa ra là nó sẽ "đầu độc tâm trí thanh thiếu niên".

### Việt Nam
Ở Việt Nam, ngày tự hào của cộng đồng LGBT thường không diễn ra vào tháng 6 mà chỉ được tổ chức nhỏ lẻ từng địa phương trên cả nước như Hà Nội, Thành phố Hồ Chí Minh, Tây Ninh,... Thông thường, các sự kiện tự hào của Việt Nam đều được thực hiện bởi VietPride.
Việc cộng đồng LGBT diễu hành tại Việt Nam được xem là hợp pháp.

## Chỉ trích

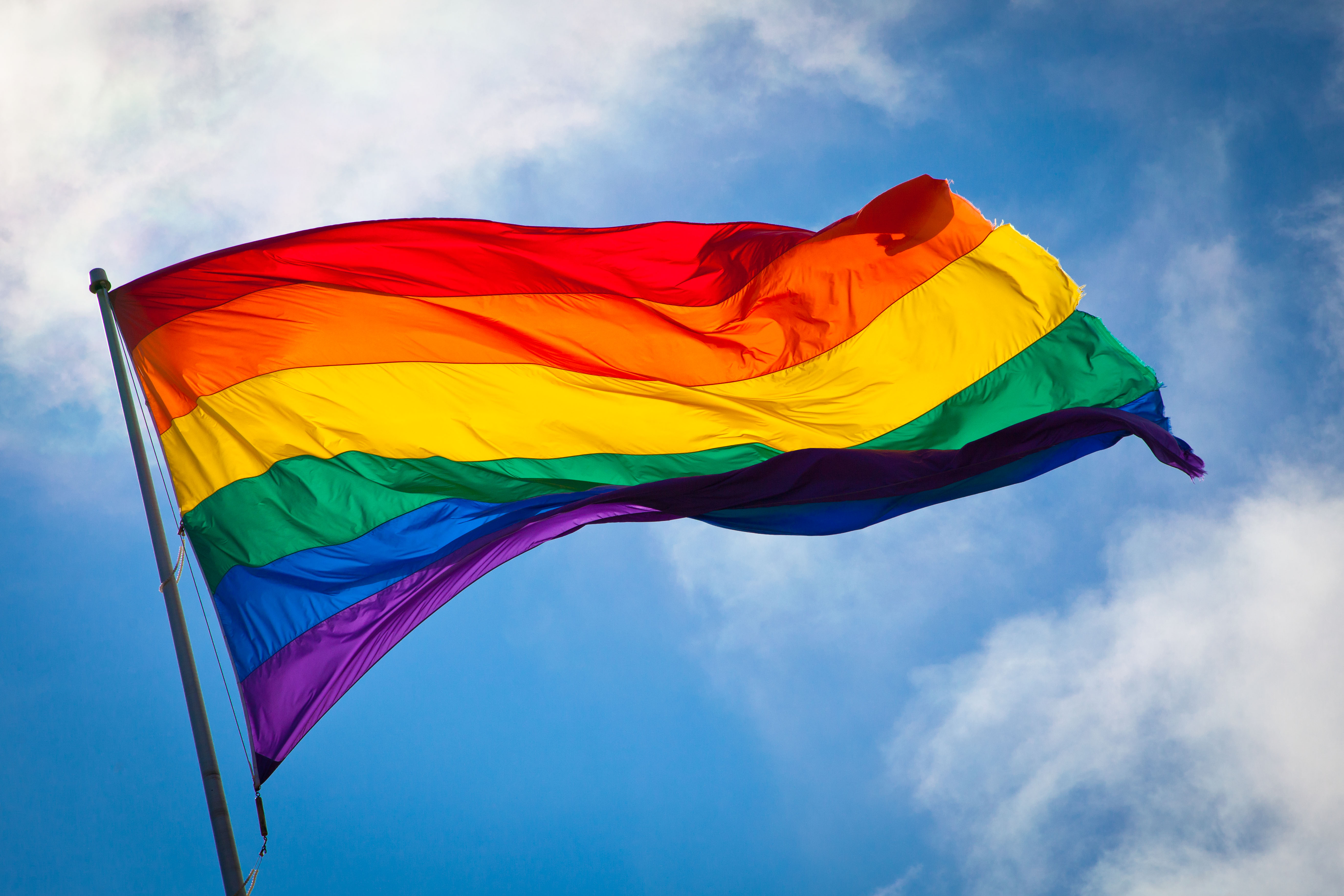
Cờ cầu vồng đã trở thành biểu tượng văn hóa LGBT.

Một số người đã chỉ trích việc nhiều công ty phát hành các sản phẩm theo chủ đề Tháng tự hào và ví nó với khái niệm "chủ nghĩa lười biếng" vì các công ty được cho là đang sử dụng quyền LGBT như một phương tiện thu lợi nhuận và không mang về ý nghĩa gì cho phong trào hay xã hội. Những người khác còn chỉ trích các doanh nghiệp đạo đức giả khi đổi hình đại diện trang mạng xã hội của họ sang màu cờ LGBT nhưng lại không làm điều tương tự tại các trang chi nhánh khác ở những khu vực không chấp nhận LGBT.

## Biến thể
Vào năm 2018, một meme trên Internet đã lan truyền khái niệm "tháng thịnh nộ" ("wrath month"), một cách chơi chữ của ngạo mạn ("pride") và phẫn nộ; cả hai đều là một trong 7 đại tội theo Cơ đốc giáo. Sự kiện này sẽ diễn ra vào tháng 7 sau khi kết thúc Tháng tự hào.